# Нохос
Нохо́с, нуку́з, нуку́с, негу́с (монг. Нохос, Нохой) — одно из древнейших племен, входивших в дарлекинскую группу монголов. В настоящее время этническая группа в составе некоторых монгольских народов.

## Этноним
В родственных с монгольским языках имеются некоторые сведения, проливающие свет на происхождение монгольских слов нохой (собака) и нөхөр (приятель, друг): на языке солонгутов нухо — приятель, друг; на маньчжурском языке нэху — подруга, пожилая женщина; на зурчитском nieh-k’u-lu — друг, приятель; на древнетюркском nukor — соратник, сподвижник, прислуга; на якутском goγop — друг, соратник, друг. Слово нохой (собака) в монгольском языке имеет единое происхождение со словами нухо, нэху, nieh-k’u-lu в тунгусо-маньчжурских языках, nukor — в древнетюркском языке, а также с монгольскими словами нөхөр (друг) и нөх(өх) (дополнять).

## История
Нохос — один из древних родов монголов. В «Сборнике летописей» описана легенда, в которой сказано следующее: в древние времена монгольские племена в борьбе с тюрками были разгромлены. От них остались лишь две семьи (рода) — киян и нукуз. Они, убегая от врагов, пришли в труднопроходимое и окруженное со всех сторон горами место. Среди гор и скал была местность с обилием растений. Называлось оно Эргунэ-куном (эргүнэ означает прямой, а кун — покатый, наклонный). Там и поселились кияны и нукузы, которые умножились за сотни лет и образовали множество родов. Из них каждый заимел свое название. Со временем, когда для жизни стало мало земли, в поисках выхода они нашли ущелье с железной рудой. Там-то и собрали большое количество дров и угля, а забив большое количество лошадей и быков, из их шкур собрали кузнечный мех. Затем, подпалив огнем дрова и уголь, накачивали мехом воздух, в результате образовался проход. В этом приняли участие кияны, нукузы и их подразделения. Вышедшие из Эргүнэ-куна племена стали одним из ответвлений коренных монголов. В «Сборнике летописей» также упоминается племя нукуз-курган.

Согласно данному преданию, хунгираты, урянхайцы имеют родственные связи с нукузами. Упоминаемый здесь нукуз, является искаженной формой монгольского слова нохос в персидских источниках. Нохос представляет собой древнемонгольский аристократический род. Как сказано в «Сборнике летописей», в XII — начале XIV вв. род нукуз (нохос) по-другому нарекли чонос. Некоторые из них наряду с чонос сохраняли свое старое, исконное название. Примером может служить то, что среди бурят по сей день существует род нохой. Нохос является одним из древних родов, образовавших монгольское племя тайчиутов. Из рода нохос (нукуз) вышел род чонос. Об этом свидетельствует существование родов нохос и чонос до наших дней. Слово нохой означает собака, в переносном значении — друг, послушный, верный друг. В монгольской литературе и устном народном творчестве нохой (собака) обычно изображается в образе верного, готового отдать свою жизнь за хозяина, ибо она всегда отличалась верностью и преданностью своему хозяину:
«Не верь нойонам,
А поверь собаке своей.
Лучше корми псов,
А не нойонов».
В «Сокровенном сказании монголов» четверо верных богатырей Чингисхана Зэб, Хубилай, Зэлмэ, Субэдэй именуются «четырьмя псами Тэмучжина». Эти четыре богатыря к врагам были беспощадны, а своему хозяину Чингисхану служили верой и правдой, были ему настоящей опорой. Поэтому их нарекли четырьмя псами Тэмучжина.
Этноним нохос, нукуз в «Сокровенном сказании монголов» монголов отражен в форме негус (нэгүс). Из племени нэгүс происходил один из воинов Чингисхана, Чаган-Ува, павший в битве при Далан-Балджутах от руки Джамухи. Сын Чаган-Ува, Нарин-Тоорил, впоследствии станет правителем воедино собранного племени негус, бывшего некогда рассеянного «по всем концам». Согласно Г. О. Авляеву, этноним негус (нэгүс) у калмыков изменился и принял современную форму егос (егс, йоксуд, йөксүд).

## Современность
В сомонах Галт, Тунэл, Жаргалант и Тумербулаг Хубсугульского аймака проживают носители рода нохой тавагт; в сомоне Эрдэнэбурэн Кобдоского аймака есть род нохой буянтынхан. В состав олётов входят роды: нохой чорос, нохой цувдаг, нохой буянт, егос; в состав хотогойтов: хух нохойнхон; в состав захчинов: нохойнхон. Во Внутренней Монголии в составе южных (өвөр) монголов проживают носители родовых имён негус, нохос (nohais). В состав торгутов входит род егөс. В составе дээд-монгольского хошутского рода гёрёчин имеется кость хар ноха.
В Монголии проживают носители следующих родовых фамилий: нохой, буянт нохой, егөд, егөс, ёгөс, нохой буянт, нохой буянтынхан, нохой тавагт, нохойн, нохойнхон, нохойтон, нохойхон, хар нохой, хөх ноход, хөх нохой, хөх нохойн, хөх нохойнхон, хөх нохойхон, цагаан нохой, шар нохой.
В составе бурят проживают носители родового имени с корнем нохой: среди ашибагатов (род нохой ураг); среди хори-бурят (в составе рода галзууд — хухуры (ветви, подроды) нохой ураг (нохой-уруг), шара-нохой; в составе рода хубдууд — хухур нохой (нохой-уруг)); среди эхиритов (род нохой); среди кудинских бурят (род нохойуруг); среди верхоленских бурят (род нохойуруг); среди ольхонских бурят (род нохой (нохой-уруг)); среди баргузинских бурят (род нохой-галзуд).
В составе калмыцких нойнахинов имеется хонуд арван, включающий в себя род ноха-хонуд. В состав калмыков-дербетов входят егосы (егс, йоксуд): егс-харнут, ики-егос, зёг-егос, хотхрин-егос. Йөксүд в частности отмечены в составе группы тугтун-талтахн (ветвь талтахин группы туктун); в составе мандженкинов (ветви бурулов) отмечены хар йоксуд (харнут-йогсуд), зёд йоксуд (зег-йогсуд), тула-йогсуд.